# Energieeffizienz-Monitoringstelle
Die nationale Energieeffizienz-Monitoringstelle in Österreich ist eine zentrale Einrichtung der Republik Österreich zur Umsetzung der Richtlinie 2012/27/EU zur Energieeffizienz, zur Änderung der Richtlinien 2009/125/EG und zur Aufhebung der Richtlinien 2004/8/EG und Richtlinie 2006/32/EG (EDL-RL) des Europäischen Parlaments und des Rates sowie des Gesetzes über die Energieeffizienz (EEffG) und andere Energieeffizienzmaßnahmen.

## Gründung, Organisation und Tätigkeit

### Gründung und Organisation
Gemäß Art. 4 Abs. 4 der Richtlinie 2006/32/EG über Endenergieeffizienz und Energiedienstleistungen (EDL-Richtlinie) wird den Unionsmitgliedstaaten die Verpflichtung auferlegt, eine unabhängige Behörde oder öffentliche Stelle zu benennen, welche die gesetzten Energieeinspar-Maßnahmen überprüft, ermittelt und darüber berichtet. Die Energieeffizienz-Monitoringstelle wurde daher in Erfüllung der einschlägigen europäischen Richtlinien gemäß Energieeffizienzgesetz durch das Bundesministerium für Wissenschaft, Forschung und Wirtschaft (BMWFW) vorbereitet. Die Geschäftstätigkeit der Energieeffizienz-Monitoringstelle wird daher nicht vom österreichischen Staat ausgeübt, sondern nur überwacht.
Aufgrund der Verspätung beim Auswahlverfahren zur Energieeffizienz-Monitoringstelle nahm das Bundesministerium für Wissenschaft, Forschung und Wirtschaft die Agenden der Energieeffizienz-Monitoringstelle interimistisch wahr. Seit Ende April 2015 wurde die Österreichische Energieagentur vom Bundesministerium für Wissenschaft, Forschung und Wirtschaft beauftragt, den Aufbau und Betrieb der Nationalen Energieeffizienz-Monitoringstelle vorzunehmen.

### Tätigkeit
Die Geschäftstätigkeit wurde im Rahmen einer öffentlichen Ausschreibung an den Bestbieter vergeben, Die Energieeffizienz-Monitoringstelle hat im Auftrag des zuständigen Bundesministeriums (BMWFW) in objektiver und sachgerechter Weise (Übersicht – detaillierte Aufgaben und Rechte siehe weiter unten):
- die Einhaltung des Energieeffizienzgesetzes (EEffG)[5] zu überwachen, und
- über die Energieeinsparungen aus tatsächlich gesetzten Maßnahmen in Österreich und nach Brüssel zu berichten, und
- diese Maßnahmen mit transparenten und nachvollziehbaren Methoden zu bewerten.

## Rechtliche Grundlage

### Europarecht
Die einschlägigen Bestimmungen geben vor, dass in jedem Unionsmitgliedstaat eine oder mehrere Stellen benannt werden, die die Gesamtverantwortung für die Aufsicht über die Erreichung der in der Richtlinie festgelegten Ziele tragen (siehe z. B. Art 4 Abs. 4 EDL-RL und Art 5 Abs. 2).

### Nationales Recht
In Österreich wurde diese EU-Richtlinie durch das Energieeffizienzgesetz (EEffG) in nationales Recht umgesetzt. Im EEffG werden der Energieeffizienz-Monitoringstelle eine Vielzahl von Einzelaufgaben zugewiesen.

## Ziele
Ziel der Energieeffizienz-Monitoringstelle ist es, durch verschiedene Maßnahmen die Endenergieeffizienz in Österreich zu steigern und dazu beizutragen, den Markt für Energiedienstleistungen, Energieaudits und andere Effizienzmaßnahmen zu etablieren, zu stärken und weiterzuentwickeln.
Effizienzsteigerungen sollen dabei grundsätzlich durch wirtschaftlich sinnvolle Maßnahmen beim Endkunden mit Unterstützung der öffentlichen Hand und der privaten Energielieferanten erreicht werden.
In der ganzen Europäischen Union ist dabei eine Steigerung der Energieeffizienz vorgesehen und die Unionsmitgliedstaaten haben sich verpflichtet, diese Ziele zu erreichen. In der gesamten EU ist
- eine Reduktion der Treibhausgasemissionen im Umfang von 20 %,
- ein Ausbau der erneuerbaren Energien auf 20 % und
- eine Verbesserung der Energieeffizienz im Umfang von 20 %

bis zum Jahr 2020 vorgegeben (20-20-20 Ziele).

## Aufgaben und Rechte

### Hauptaufgaben
Die im EEffG vorgesehene nationale Energieeffizienz-Monitoringstelle hat nach § 24 ff EEffG in objektiver und sachgerechter Weise:
- Ermittlung des Standes der Erreichung der Ziele dieses Gesetzes durchzuführen,
- Berichte zu erstatten,
- den Energieeffizienz-Aktionsplan des Bundes zu erstellen
- die Koordinierung des nationalen Energieeffizienz-Aktionsplans
- Aufbereitung von Unterlagen und Daten zur Erstellung des Berichtsteils Energieeffizienz des gemeinsamen Evaluierungs- und Monitoringsreports
- Beurteilung, Messung und Evaluierung der Effizienzmaßnahmen Österreichs
- Führung, Aktualisierung und Veröffentlichung einer Liste von den gemäß § 9 bis § 11 EEffG verpflichteten Unternehmen;
- Messung und/oder Bewertung und Evaluierung der von Unternehmen
- Messung und/oder Bewertung und Evaluierung der Maßnahmen der Energielieferanten
- Anbieten von Information für Benutzer der Gebäudedatenbank
- Beurteilung, Messung und/oder Bewertung, Evaluierung, Aufsicht und fortlaufende Kontrolle der Selbstverpflichtungen gemäß § 11 EEffG und der darauf basierenden Maßnahmen;
- Beobachtung des Marktes für Energiedienstleistungen,
- Energieaudits und anderer Energieeffizienzmaßnahmen und Erarbeitung von Vorschlägen zur weiteren Entwicklung,
- Einrichtung einer elektronischen Plattform um den Austausch von Angebot und Nachfrage nach Energiedienstleistungen zu fördern,
- Unterrichtung der Öffentlichkeit über Maßnahmen der öffentlichen Hand auf dem Gebiet der Energieeffizienz zur Wahrnehmung ihrer Vorbildfunktion
- Führung eines Registers über die zur Erbringung von Energiedienstleistungen geeigneten Personen;
- Mitwirkung bei der Führung und Verwaltung der Gebäudedatenbank
- Wahrnehmung der Berichtspflicht gemäß § 30 Abs. 3 EEffG,
- Messung und/oder Bewertung und Evaluierung der gemäß § 21 EEffG geförderten Maßnahmen,
- Entwicklung einer Perspektive für die Bewertung betreffend das Setzen von Effizienzmaßnahmen und deren Auswirkungen über das Jahr 2020 hinaus,
- Erarbeitung zusätzlich erforderlicher Methoden für die Bewertung und Evaluierung in Zusammenarbeit mit den verpflichteten Lieferanten.

### Datenbank
Die Energieeffizienz-Monitoringstelle muss nach § 24 Abs. 5 EEffG und unter Berücksichtigung der Bestimmungen des Datenschutzgesetzes für die Dokumentation und Evaluierung der gesetzten Maßnahmen eine Datenbank führen, in welcher die Daten jedes zur Meldung verpflichteten Unternehmens mindestens einmal jährlich erfasst werden. Unternehmen die der Meldeverpflichtung nicht unterliegen (z. B. § 10 Abs. 1 und Abs. 7 EEffG), können ihre Maßnahmen ebenfalls in der Datenbank individuell erfassen (diese sind getrennt auszuweisen).

### Nationaler Energieeffizienz-Aktionsplan
Der nationale Energieeffizienz-Aktionsplan ist bis spätestens 30. April 2017 zu erstellen und der Europäischen Kommission vorzulegen und danach alle drei Jahre wiederum vorzulegen. Der nationale Energieeffizienz-Aktionsplan hat insbesondere die zur Erreichung der nationalen Ziele und Richtwerte vorgesehenen Energieeffizienzmaßnahmen und die aufgrund dieser Energieeffizienzmaßnahmen errechneten Energieeinsparungen zu enthalten (§ 6 Abs. 1 EEffG). „Der nationale Energieeffizienz-Aktionsplan setzt sich zusammen aus dem Energieeffizienz-Aktionsplan des Bundes und den Energieeffizienz-Aktionsplänen der Länder“ (§ 6 Abs. 2 EEffG).
Die nationale Energieeffizienz-Monitoringstelle hat bis 1. Jänner 2017 und danach alle drei Jahre einen mit den Bundesstellen akkordierten Energieeffizienz-Aktionsplan des Bundes zu erstellen (§ 6 Abs. 3 EEffG).

### Verpflichtungen der Unternehmen
Die verpflichteten Unternehmen (§ 9 ff EEffG) haben die Energieeffizienz-Monitoringstelle bei Erfüllung ihrer Aufgaben zu unterstützen und die Monitoringstelle ist befugt, in die entsprechenden Unterlagen der verpflichteten Parteien Einsicht zu nehmen und Auskunft von ihnen zu verlangen (§ 24 Abs. 3 EEffG).

## Aufsicht

### Bundesaufsicht
Die Energieeffizienz-Monitoringstelle steht gemäß § 26 EEffG unter der Aufsicht des Bundesministers für Wissenschaft, Forschung und Wirtschaft. Es steht diesem:
- eine Anordnungsbefugnis zu,
- ein jederzeitiges Einsichtsrecht, und
- das Recht zu, jederzeit Berichte zu verlangen.

### Überprüfung der Tätigkeit der Energieeffizienz-Monitoringstelle
Die Energieeffizienz-Monitoringstelle wird von einem Wirtschaftsprüfer geprüft, den der Bundesminister für Wissenschaft, Forschung und Wirtschaft bestellt. Der Wirtschaftsprüfer hat u. a. die Tätigkeit der Monitoringstelle, die Angemessenheit des jährlich festzustellenden Entgelts und die Kosten zu prüfen und das Ergebnis der Prüfung dem Bundesminister für Wissenschaft, Forschung und Wirtschaft umgehend vorzulegen (§ 24 Abs. 7 und § 25 Abs. 4 EEffG).
Die Monitoringstelle unterliegt hinsichtlich ihrer Tätigkeit nach dem EEffG der Kontrolle durch den Rechnungshof (§ 24 Abs. 8 EEffG).

## Strafbefugnis
Die Energieeffizienz-Monitoringstelle hat keine eigenständige Befugnis die Nichteinhaltung der ihr gegenüber bestehenden Verpflichtungen, z. B. von Energielieferanten, selbst zu sanktionieren. Hierfür sind, je nach Tatbestand, die Bezirksverwaltungsbehörden (Bezirkshauptmannschaft, Magistrat) oder die Gerichte zuständig (§ 31 EEffG).

## Finanzierung
Die Energieeffizienz-Monitoringstelle wird gemäß § 25 Abs. 3 EEffG jeweils „zur Hälfte aus den Mitteln des Bundesministeriums für Wissenschaft, Forschung und Wirtschaft und des Bundesministeriums für Land- und Forstwirtschaft, Umwelt und Wasserwirtschaft“ finanziert.